# Ministerio de Policía (España)
El Ministerio de Policía General fue un departamento ministerial creado durante la ocupación francesa de España por José I.

## Historia
El ministerio seguía el modelo creado en Francia en 1796 con el Ministerio de Policía, cuyo ministro más conocido fue Joseph Fouché. La creación de los nueve ministerios del gobierno josefino vienen reflejados en el Estatuto de Bayona del 8 de julio de 1808, aunque el ministerio no fue creado hasta el 6 de febrero de 1809 mediante decreto.

TÍTULO VI- DEL MINISTERIO
Artículo 27. Habrá nueve Ministerios, a saber: Un Ministerio de Justicia. Otro de Negocios Eclesiásticos. Otro de Negocios Extranjeros. Otro del Interior. Otro de Hacienda. Otro de Guerra. Otro de Marina. Otro de Indias. Otro de Policía General.
Articulo 29. El Rey podrá reunir, cuando lo tenga por conveniente, el Ministerio de Negocios Eclesiásticos al de Justicia y el de Policía General del Interior.

El ministerio cesó en mayo de 1813, con la retirada de las tropas francesas hacia la frontera debido al avance del ejército aliado. Con el final de la Guerra de Independencia sus funciones fueron absorbidas por el Ministerio de Gobernación, creado por la Constitución de 1812.

## Titulares
Durante el reinado de José I, enmarcado en la Guerra de Independencia (1808-1813) los titulares fueron:
- 20 de julio de 1808-5 de septiembre de 1808 • Pablo Arribas (interino)
- 5 de septiembre de 1808-27 de julio de 1811 • Pablo Arribas
- 27 de julio de 1811-21 de enero de 1812 • Miguel José de Azanza (interino en ausencia del titular)
- 21 de enero de 1812-27 de junio de 1813 • Pablo Arribas